# Steinbogenbrücke Glimminge
Die Steinbogenbrücke Glimminge ist eine historische Steinbrücke über den Fluss Helge å in der schwedischen Gemeinde Östra Göinge im Nordosten der Provinz Skåne län.

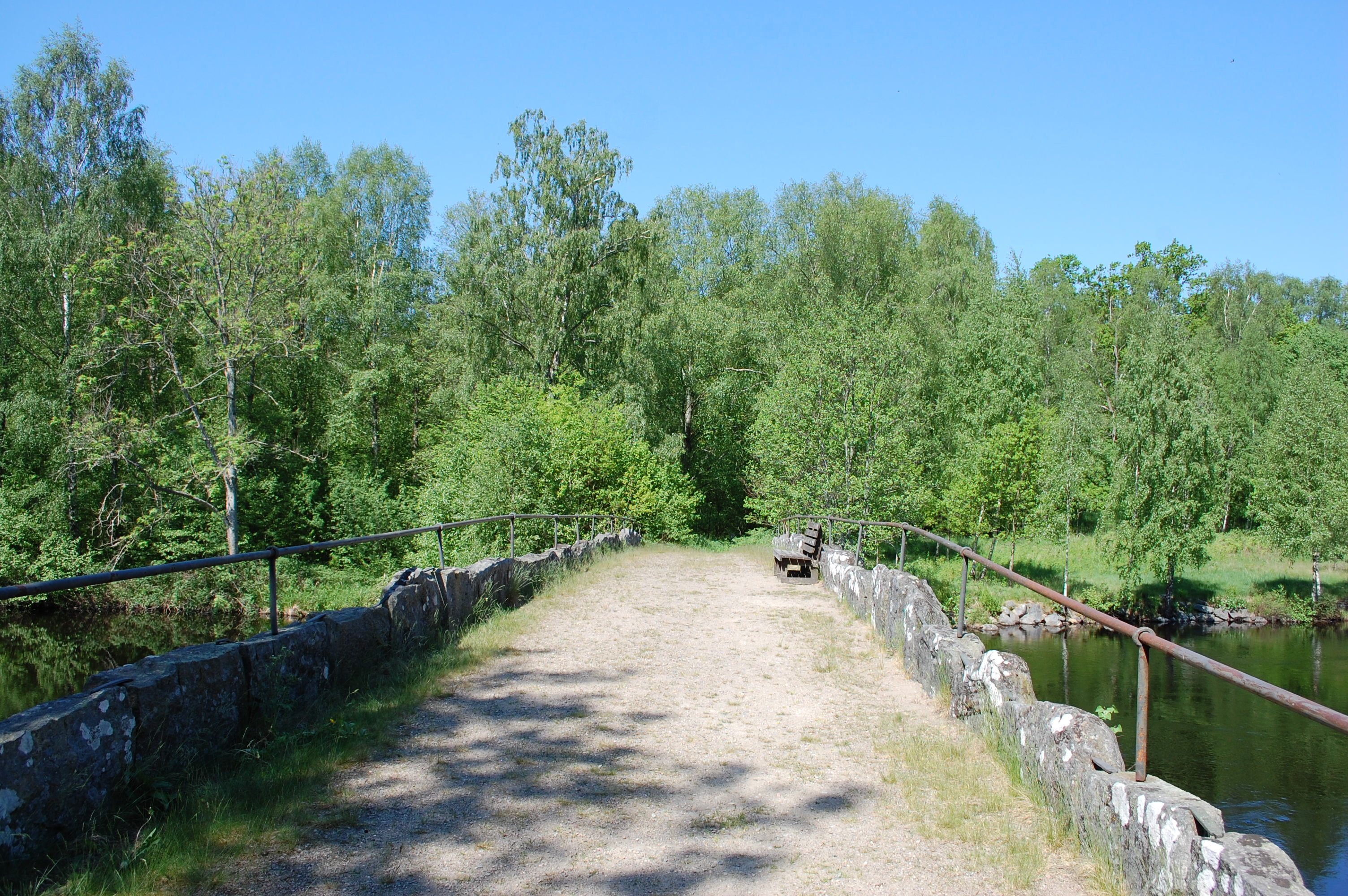
Blick auf die Brücke

Die Brücke dient heute nur für den Fußgänger- und Radverkehr und befindet sich im Bereich des Dorfes Glimminge.

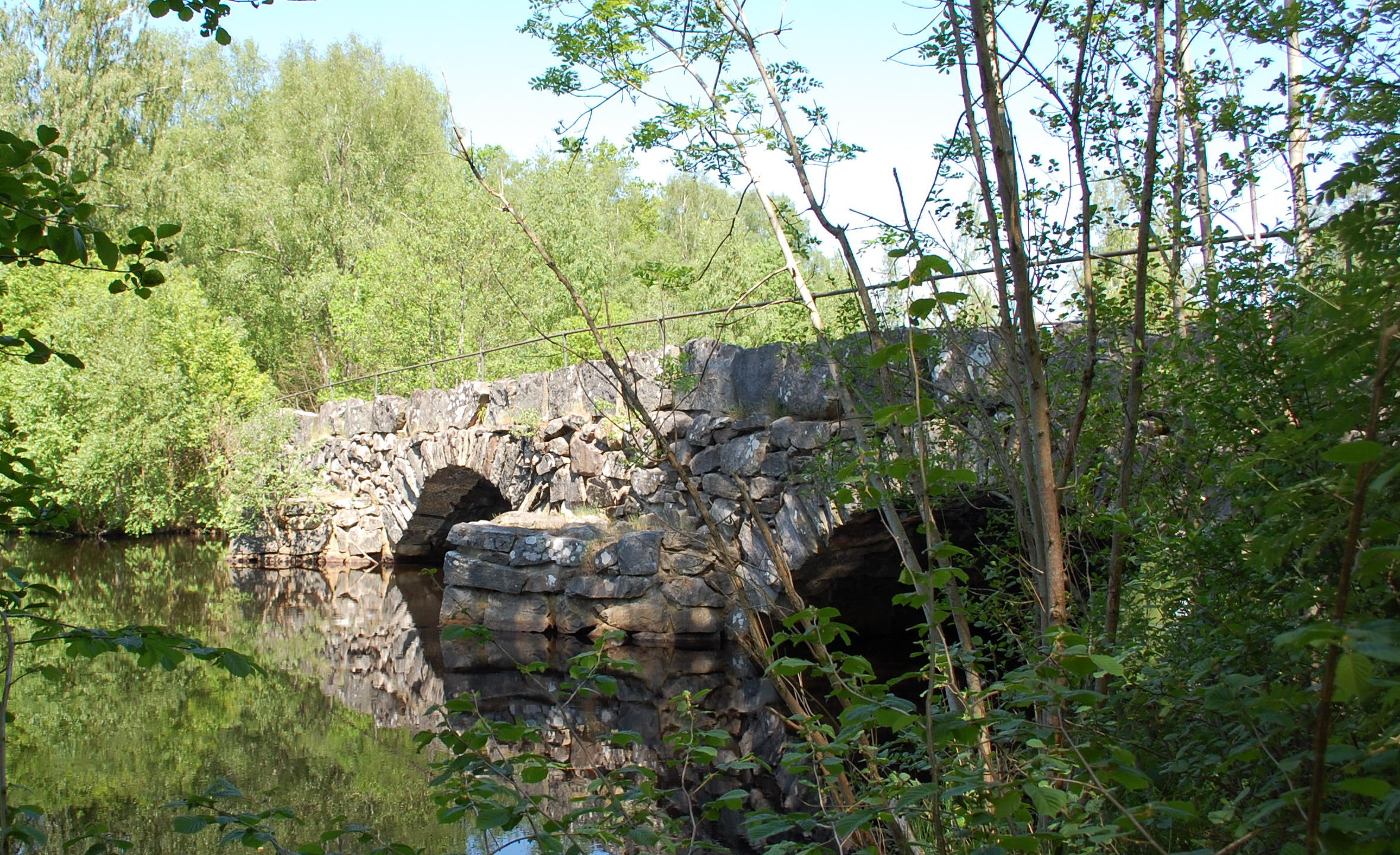
Pfeiler mit Strombrechern

Sie wurde aus bearbeiteten Natursteinen errichtet und 1818 fertiggestellt. Es entstanden drei Steinbögen, deren Pfeiler in der stromaufwärts zeigenden Richtung spitz zulaufen, um bei Hochwasser oder Eisgang die Brückenpfeiler vor Beschädigungen zu schützen. 
Die Brüstung besteht aus behauenen Steinblöcken, die zusätzlich ein Geländer aus Eisenrohren tragen.
An der Brücke ist das auf die Erbauer verweisende Kürzel INS 1870 erhalten.
1977 erfolgte eine Verstärkung der Brücke mit Stahlbeton.
2003 wurde die Brücke vom Riksantikvarieämbetet in die Denkmalliste aufgenommen.